# Галлін
Галлін (нім. Gallin) — громада в Німеччині, розташована в землі Мекленбург-Передня Померанія. Входить до складу району Людвігслуст-Пархім. Складова частина об'єднання громад Царрентін.
Площа — 22,71 км2. Населення становить 582 ос. (станом на 31 грудня 2020).